# Lista monumentelor istorice din județul Brașov - G

Simbol pentru monumentele istorice

Lista monumentelor istorice din județul Brașov - G cuprinde monumentele istorice înscrise în Patrimoniul cultural național al României și aflate în localități ce încep cu litera G din județul Brașov.
Lista completă este menținută și actualizată periodic de către Ministerul Culturii, Cultelor și Patrimoniului Național din România, prin intermediul Institutului Național al Patrimoniului, ultima versiune datând din 2015. Această listă cuprinde și actualizările ulterioare, realizate prin ordin al ministrului culturii.
| Cod LMI                               | Denumire                                    | Localitate                  | Localizare                                                    | Datare, Creatori    | Imagine               | Erori             |
| ------------------------------------- | ------------------------------------------- | --------------------------- | ------------------------------------------------------------- | ------------------- | --------------------- | ----------------- |
| BV-II-m-B-11700                       | Casă                                        | sat Ghimbav; comuna Ghimbav | 85                                                            | sec. XVIII          | Încarcă foto \| video | Raportează eroare |
| BV-II-m-B-11701 (RAN: 40223.04)       | Biserica „Sf. Treime”                       | sat Ghimbav; comuna Ghimbav | Str. Iancu Avram 316                                          | 1780                | Alte imagini          | Raportează eroare |
| BV-II-a-A-11702 (RAN: 40223.05)       | Ansamblul bisericii evanghelice fortificate | sat Ghimbav; comuna Ghimbav | Str. Morii 170 45.66345°N 25.50575°E                          | sec. XIII-XIX       |                       | Raportează eroare |
| BV-II-m-A-11702.01 (RAN: 40223.05.01) | Biserica evanghelică                        | sat Ghimbav; comuna Ghimbav | Str. Morii 170                                                | sec. XIII - XV,1870 | Alte imagini          | Raportează eroare |
| BV-II-m-A-11702.02                    | Incintă fortificată cu cinci turnuri        | sat Ghimbav; comuna Ghimbav | Str. Morii 170                                                | sec. XV - XVI       |                       | Raportează eroare |
| BV-II-m-B-11704                       | Casă                                        | sat Ghimbav; comuna Ghimbav | Str. Pieții 75                                                | sec. XVIII          |                       | Raportează eroare |
| BV-II-m-B-11703                       | Casă                                        | sat Ghimbav; comuna Ghimbav | Str. Școlii 259                                               | 1789                |                       | Raportează eroare |
| BV-II-m-B-11705 (RAN: 41319.03)       | Biserica reformată                          | sat Grânari; comuna Jibert  | În cimitirul reformat                                         | sec. XVII           | Alte imagini          | Raportează eroare |
| BV-II-m-A-11706 (RAN: 41319.02)       | Biserica de lemn „Cuvioasa Paraschiva”      | sat Grânari; comuna Jibert  | Str. Școlii, În cimitirul ortodox vechi 46.04138°N 24.97723°E | sec. XVIII          | Alte imagini          | Raportează eroare |